# Ландолфсхаузен
Ландолфсхаузен (њем. Landolfshausen) општина је у њемачкој савезној држави Доња Саксонија. Једно је од 29 општинских средишта округа Гетинген. Према процјени из 2010. у општини је живјело 1.192 становника. Посједује регионалну шифру (AGS) 3152015.

## Географски и демографски подаци
Ландолфсхаузен се налази у савезној држави Доња Саксонија у округу Гетинген. Општина се налази на надморској висини од 204 метра. Површина општине износи 16,2 km². У самом мјесту је, према процјени из 2010. године, живјело 1.192 становника. Просјечна густина становништва износи 73 становника/km².